# Guardialta
La Guardialta és una muntanya de 711 metres que es troba al municipi d'Os de Balaguer, a la comarca catalana de la Noguera.